# Parathyma bahula
Parathyma bahula är en fjärilsart som beskrevs av Moore 1858. Parathyma bahula ingår i släktet Parathyma och familjen praktfjärilar. Inga underarter finns listade i Catalogue of Life.